# Sparkasse Mansfeld-Südharz
Die Sparkasse Mansfeld-Südharz ist eine öffentlich-rechtliche Sparkasse mit Sitz in der Lutherstadt Eisleben in Sachsen-Anhalt. Ihr Geschäftsgebiet umfasst den Landkreis Mansfeld-Südharz, der auch Träger der Sparkasse ist.

## Organisationsstruktur
Die Sparkasse Mansfeld-Südharz ist eine Anstalt des öffentlichen Rechts. Rechtsgrundlagen sind das Sparkassengesetz für Sachsen-Anhalt. Organe der Sparkasse sind der Vorstand und der Verwaltungsrat. Sie ist Mitglied des Ostdeutschen Sparkassen- und Giroverbandes.

## Geschäftsausrichtung
Die Sparkasse Mansfeld-Südharz betreibt als Sparkasse das Universalbankgeschäft. Sie ist Marktführer in ihrem Geschäftsgebiet.
Die Sparkasse Mansfeld-Südharz wies im Geschäftsjahr 2023 eine Bilanzsumme von 1,831 Mrd. Euro aus und verfügte über Kundeneinlagen von 1,5 Mrd. Euro. Gemäß der Sparkassenrangliste 2023 liegt sie nach Bilanzsumme auf Rang 246. Sie unterhält 32 Filialen/Selbstbedienungsstandorte und beschäftigt 246 Mitarbeiter.
Im Verbundgeschäft arbeitet sie mit der Landesbausparkasse Ost, der Deka-Bank und der ÖSA zusammen.
Die Sparkasse Mansfeld-Südharz verfügt über 16 Filialen und 15 Selbstbedienungsstandorte. Die Standorte befinden sich in Sangerhausen (7), Lutherstadt Eisleben (5), Hettstedt (3), Allstedt, Berga, Gerbstedt, Helbra, Kelbra, Klostermansfeld, Mansfeld, Röblingen, Roßla, Rottleberode, Sandersleben, Siersleben, Stolberg, Wallhausen, Wimmelburg und Wippra. An diesen Standorten betreibt das Institut 26 Selbstbedienungsterminals, 19 Geldausgabe- und Einzahlautomaten sowie  17 Geldautomaten.

## Geschichte
Die Sparkasse Mansfeld-Südharz entstand am 1. Juli 2008 durch die Fusion der Sparkasse Mansfelder Land mit der Kreissparkasse Sangerhausen. Die Sparkasse Mansfelder Land wurde erst 1996 durch die Fusion der Kreissparkassen Eisleben und Hettstedt gebildet. Die Stadtsparkasse Eisleben wurde 1843 gegründet, im Jahr 1847 erfolgte die Gründung der Stadtsparkasse Sangerhausen und die der Stadtsparkasse Hettstedt im Jahr 1857. Nach der Gründung der Verbandssparkasse der Mansfelder Kreise und Städte folgten 1938 die Sparkasse des Mansfelder Seekreises und Sparkasse des Mansfelder Gebirgskreises und danach die Gründung der jeweiligen Kreissparkassen.
Mit der im Dezember 2010 gegründeten Stiftung der Sparkasse Mansfeld-Südharz werden jährlich eine Vielzahl von Förderprojekten im Geschäftsgebiet unterstützt. Das Stiftungsvermögen liegt bei drei Millionen Euro.